# Abu Dhabi Investment Authority

Logo

El Abu Dhabi Investment Authority (ADIA) es un Fondo Soberano de Inversión propiedad de Abu Dhabi, Emiratos Árabes Unidos. ADIA nunca ha publicado lo que posee en activos y como resultado de esto existe cierto debate sobre cuánto el fondo tiene bajo control. Estimaciones aceptadas han sido de entre $ 650 mil millones a aproximadamente 875 mil millones dólares en activos. El 26 de noviembre de 2007 ADIA se comprometió a invertir $ 7.5 mil millones en Citigroup, el mayor banco de Estados Unidos. Este acuerdo le da a ADIA 4,9% del banco con sede en Nueva York, lo que lo hace el segundo accionista. El príncipe saudí Al Waleed Bin Talal, de Kingdom Holding Company, es el tercer accionista más grande, con 4,3%.

## Historia
Establecido en 1976 por Zayed ibn Sultán Al Nahayan, fundador de los Emiratos Árabes Unidos. El objetivo era invertir los excedentes del gobierno de Abu Dhabi en diversas clases de activos de bajo riesgo.

## Inversiones
ADIA gestiona el exceso de reservas de petróleo del Emirato, estimados en más de $1 trillón. Su cartera crece a un ritmo anual de alrededor del 10%. En este sentido, de acuerdo con el Grupo de Negocios de Oxford, ADIA es el segundo mayor Inversor institucional, sólo por detrás del Banco de Japón.
Hoy en día ADIA invierte en todos los mercados internacionales - acciones, bienes raíces, capital privado, fondos de inversión libre, etc.-. La cartera global de ADIA se divide en sub-fondos que cubren una clase de activos específicos. Cada clase de activos tiene sus gestores de fondo propios, y casi cada clase de activos es dirigido tanto interna como externamente, en general, entre el 70% y el 80% de los activos de la organización se gestionan fuera.
Recientemente, en junio de 2008, ADIA ha comenzado a comprar grandes cantidades de bienes raíces residenciales en Londres, Nueva York, Chicago, Abu Dhabi, París, Milán, Roma y Los Ángeles. Se estima que su cartera del Reino Unido es la única con un valor de más de cuatro mil mdd.